# Liste des monuments historiques protégés en 1902
Cet article recense les monuments historiques français classés en 1902.

## Protections
| Édifice                                     | Commune                     | Département       | Région                  | Protection | Base Mérimée                         | Coordonnées                        | Image |
| ------------------------------------------- | --------------------------- | ----------------- | ----------------------- | ---------- | ------------------------------------ | ---------------------------------- | ----- |
| Croix de carrefour de Chappes               | Chappes                     | Allier            | Auvergne-Rhône-Alpes    | classé     | « PA00093040 », notice no PA00093040 | 46° 22′ 58″ nord, 2° 56′ 39″ est   |       |
| Château de Puilaurens                       | Puilaurens                  | Aude              | Occitanie               | classé     | « PA00102871 », notice no PA00102871 | 42° 48′ 48″ nord, 2° 17′ 56″ est   |       |
| Église Saint-Martial de Chalais             | Chalais                     | Charente          | Nouvelle-Aquitaine      | classé     | « PA00104273 », notice no PA00104273 | 45° 16′ 26″ nord, 0° 02′ 19″ est   |       |
| Église Notre-Dame d'Avy                     | Avy                         | Charente-Maritime | Nouvelle-Aquitaine      | classé     | « PA00104609 », notice no PA00104609 | 45° 33′ 05″ nord, 0° 30′ 31″ ouest |       |
| Église Saint-Pierre d'Échebrune             | Échebrune                   | Charente-Maritime | Nouvelle-Aquitaine      | classé     | « PA00104675 », notice no PA00104675 | 45° 35′ 19″ nord, 0° 27′ 08″ ouest |       |
| Église de la Nativité de Bagnot             | Bagnot                      | Côte-d'Or         | Bourgogne-Franche-Comté | classé     | « PA00112092 », notice no PA00112092 | 47° 03′ 00″ nord, 5° 04′ 24″ est   |       |
| Chartreuse de Champmol                      | Dijon                       | Côte-d'Or         | Bourgogne-Franche-Comté | classé     | « PA00112257 », notice no PA00112257 | 47° 19′ 23″ nord, 5° 02′ 16″ est   |       |
| Croix du cimetière de Santenay              | Santenay                    | Côte-d'Or         | Bourgogne-Franche-Comté | classé     | « PA00112650 », notice no PA00112650 | 46° 55′ 03″ nord, 4° 41′ 36″ est   |       |
| Fontaine de la Plomée                       | Guingamp                    | Côtes-d'Armor     | Bretagne                | classé     | « PA00089180 », notice no PA00089180 | 48° 33′ 41″ nord, 3° 09′ 12″ ouest |       |
| Grotte de Font-de-Gaume                     | Les Eyzies-de-Tayac-Sireuil | Dordogne          | Nouvelle-Aquitaine      | classé     | « PA00082550 », notice no PA00082550 | 44° 56′ 06″ nord, 1° 02′ 25″ est   |       |
| Grotte des Combarelles                      | Les Eyzies-de-Tayac-Sireuil | Dordogne          | Nouvelle-Aquitaine      | classé     | « PA00082546 », notice no PA00082546 | 44° 56′ 06″ nord, 1° 02′ 25″ est   |       |
| Église Saint-Timothée de Paussac            | Paussac-et-Saint-Vivien     | Dordogne          | Nouvelle-Aquitaine      | classé     | « PA00082722 », notice no PA00082722 | 45° 20′ 47″ nord, 0° 32′ 23″ est   |       |
| Maison du Pâtissier (Périgueux)             | Périgueux                   | Dordogne          | Nouvelle-Aquitaine      | classé     | « PA00082749 », notice no PA00082749 | 45° 11′ 31″ nord, 0° 42′ 43″ est   |       |
| Polissoir de la Petite-Garenne              | Morigny-Champigny           | Essonne           | Île-de-France           | classé     | « PA00087977 », notice no PA00087977 | 48° 26′ 27″ nord, 2° 12′ 27″ est   |       |
| Chapelle de Saint-Herbot avec son calvaire  | Plonévez-du-Faou            | Finistère         | Bretagne                | classé     | « PA00090202 », notice no PA00090202 | 48° 15′ 21″ nord, 3° 49′ 24″ ouest |       |
| Église Saint-Bernard-de-Menthon de Ferrette | Ferrette                    | Haut-Rhin         | Grand Est               | classé     | « PA00085431 », notice no PA00085431 | 47° 29′ 37″ nord, 7° 18′ 57″ est   |       |
| Église Saint-Martin de Polignac             | Polignac                    | Haute-Loire       | Auvergne-Rhône-Alpes    | classé     | « PA00092729 », notice no PA00092729 | 45° 04′ 48″ nord, 3° 51′ 39″ est   |       |
| Abbaye d'Aulps                              | Saint-Jean-d'Aulps          | Haute-Savoie      | Auvergne-Rhône-Alpes    | classé     | « PA00118437 », notice no PA00118437 | 46° 13′ 40″ nord, 6° 39′ 39″ est   |       |
| Château de Vitré                            | Vitré                       | Ille-et-Vilaine   | Bretagne                | classé     | « PA00090896 », notice no PA00090896 | 48° 06′ 51″ nord, 1° 11′ 37″ ouest |       |
| Chartreuse de Sainte-Croix-en-Jarez         | Sainte-Croix-en-Jarez       | Loire             | Auvergne-Rhône-Alpes    | classé     | « PA00117593 », notice no PA00117593 | 45° 28′ 37″ nord, 4° 38′ 03″ est   |       |
| Abbaye Toussaint d'Angers                   | Angers                      | Maine-et-Loire    | Pays de la Loire        | classé     | « PA00108864 », notice no PA00108864 | 47° 28′ 37″ nord, 0° 33′ 22″ ouest |       |
| Hôtel des Pénitents d'Angers                | Angers                      | Maine-et-Loire    | Pays de la Loire        | classé     | « PA00108891 », notice no PA00108891 | 47° 28′ 37″ nord, 0° 33′ 22″ ouest |       |
| Logis Barrault                              | Angers                      | Maine-et-Loire    | Pays de la Loire        | classé     | « PA00108909 », notice no PA00108909 | 47° 28′ 37″ nord, 0° 33′ 22″ ouest |       |
| Abbaye de Hambye                            | Hambye                      | Manche            | Normandie               | classé     | « PA00110427 », notice no PA00110427 | 48° 56′ 51″ nord, 1° 15′ 35″ ouest |       |
| Église Saint-Nicaise de Cuis                | Cuis                        | Marne             | Grand Est               | classé     | « PA00078688 », notice no PA00078688 | 48° 59′ 58″ nord, 3° 58′ 00″ est   |       |
| Église Saint-Gervais de Pontpoint           | Pontpoint                   | Oise              | Hauts-de-France         | classé     | « PA00114816 », notice no PA00114816 | 49° 18′ 02″ nord, 2° 38′ 55″ est   |       |
| Abbaye de Cluny                             | Cluny                       | Saône-et-Loire    | Bourgogne-Franche-Comté | classé     | « PA00113220 », notice no PA00113220 | 46° 25′ 49″ nord, 4° 40′ 13″ est   |       |
| Château de Penne                            | Penne                       | Tarn              | Occitanie               | classé     | « PA00095615 », notice no PA00095615 | 44° 05′ 00″ nord, 1° 43′ 20″ est   |       |